# Platì
Platì  község (comune) Calabria régiójában, Reggio Calabria megyében.

## Fekvése
A megye központi részén fekszik. Határai: Ardore, Benestare, Careri, Ciminà, Oppido Mamertina, Santa Cristina d’Aspromonte és Varapodio.

## Története
A települést a 15. században alapította I. Ferdinánd nápolyi király. Korabeli épületeinek nagy része az 1783-as calabriai földrengésben elpusztult. A 19. században nyerte el önállóságát, amikor a Nápolyi Királyságban felszámolták a feudalizmust.

## Népessége
A népesség számának alakulása:

## Főbb látnivalói
- Santa Maria di Loreto-templom
- San Pasquale-templom
- Santa Maria Assunta-templom